# Antonio Carlos Pannunzio
Antonio Carlos Pannunzio GOMM (São Paulo, 29 de julho de 1943) é um professor, engenheiro de metalurgia e de segurança e político brasileiro foi filiado ao Partido da Social Democracia Brasileira (PSDB). Por São Paulo, foi deputado federal durante quatro mandatos, além de prefeito de Sorocaba em duas ocasiões.
Filho de Armando Pannunzio, prefeito de Sorocaba por duas vezes (1964 a 1969 e de 1973 a 1977) e eleito deputado estadual em 1970. Pannunzio seguiu os passos do pai e teve seu segundo mandato como prefeito de Sorocaba, interior de São Paulo, entre 2013 e 2016 pelo Partido da Social Democracia Brasileira (PSDB), onde também foi prefeito pela primeira vez entre 1989 e 1992, pelo Partido Trabalhista Brasileiro (PTB).
Foi deputado federal pelo PSDB de São Paulo por quatro mandatos consecutivos, desde 1995, e líder do partido, na Câmara Federal. Foi convidado pelo governador de São Paulo, Geraldo Alckmin, para presidir o Memorial da América Latina, que deixou em 2012 para disputar a Prefeitura de Sorocaba pelo PSDB, na sucessão do então prefeito Vitor Lippi. Em 2012, seu patrimônio foi avaliado em R$ 3 milhões de reais.

## História
Filho do também ex-prefeito de Sorocaba Armando Pannunzio e Neyde do Amaral Pannunzio, é engenheiro formado em Engenharia Metalúrgica pela Faculdade de Engenharia Industrial da Fundação de Ciências Aplicadas (São Bernardo do Campo) em 1969. Formou-se também, em Engenharia de Segurança pela FAAP em 1974. É casado com a professora Maria Inês Moron Pannunzio, com quem tem quatro filhos e três netos.

## Trajetória
Foi professor da Faculdade de Tecnologia de Sorocaba entre 1972 e 1998, tendo sido diretor durante o biênio 1984/86. Esteve à frente do CIESP Sorocaba de 1984 a 1986 (diretor) e foi presidente da Associação dos Engenheiros e Arquitetos de Sorocaba, na gestão 1985-1986.
Teve sua primeira experiência na política quando foi presidente da Comissão Municipal de Desenvolvimento Industrial de Sorocaba durante o ano de 1984 a 1986 e secretário municipal de Serviços Públicos, de Sorocaba, entre 1986-1988. Nessa mesma época, foi filiado ao Partido do Movimento Democrático Brasileiro (PMDB).
Durante sua a administração na prefeitura de Sorocaba, Pannunzio construiu a maior obra de habitação da história do município e a maior da América do Sul, contando com mais de cinco mil moradias. Também realizou a construção dos dois terminais urbanos do município, o Terminal Santo Antônio e o Terminal São Paulo, criando a integração da tarifa de ônibus existente até hoje em Sorocaba, e modelo para outras cidades do país, como São Paulo. Pannunzio também foi o prefeito que mais dedicou esforços ao Ensino Infantil, com a construção dezenas de creches.
Antonio Carlos Pannunzio foi eleito deputado federal nas eleições de 1994, com 49 745 votos, tendo sido reeleito nas eleições de 1998 com 77 277 votos, novamente reeleito nas eleições de 2002 com 125 570 votos e por último reeleito nas eleições de 2006, com 109 150 votos. Nas eleições de 2010, obteve 96 897 votos, não tendo sido reeleito.
Pannunzio foi presidente do Diretório Estadual do PSDB em São Paulo, entre 2003 e 2005. Na Câmara, presidiu a Comissão de Relações Exteriores e de Defesa Nacional e foi o primeiro vice-presidente da Comissão de Desenvolvimento Urbano e Interior, além de vice-líder do governo de Fernando Henrique Cardoso na casa. Criou a Lei da Regularização Fundiária em 1999, que regulou a situação de pessoas que moram em lotes irregulares, e como deputado viabilizou recursos para a despoluição do Rio Sorocaba. Em 2000, foi admitido por FHC à Ordem do Mérito Militar no grau de Comendador especial, sendo promovido em 2002 pelo mesmo presidente ao grau de Grande-Oficial.
Em 2012, renunciou à presidência do Memorial da América Latina para disputar a Prefeitura de Sorocaba pelo PSDB. Na eleição municipal, obteve a segunda colocação no primeiro turno com 35,6% dos votos válidos (116 525 votos). No segundo turno, recebeu 51,04% dos votos (162 829 votos), vencendo o peemedebista Renato Amary e voltando ao comando da prefeitura sorocabana.

## Desempenho em eleições
| Ano  | Eleição               | Coligação                                     | Partido | Candidata a      | Votos         | Votos em Sorocaba                                          | Resultado |
| ---- | --------------------- | --------------------------------------------- | ------- | ---------------- | ------------- | ---------------------------------------------------------- | --------- |
| 1988 | Municipal de Sorocaba | PTB                                           | PTB     | Prefeito         | —             | 64.225 (1º - turno único)                                  | Eleito    |
| 1994 | Estadual de São Paulo | PSDB                                          | PSDB    | Deputado Federal | 49.745 (47º)  | 38.108 (1º)                                                | Eleito    |
| 1998 | Estadual de São Paulo | PTB, PSD, PSDB                                | PSDB    | Deputado Federal | 77.277 (50º)  | 43.555 (1º)                                                | Eleito    |
| 2002 | Estadual de São Paulo | PFL, PSD, PSDB                                | PSDB    | Deputado Federal | 125.570 (41º) | 63.554 (2º)                                                | Eleito    |
| 2006 | Estadual de São Paulo | PFL, PSDB                                     | PSDB    | Deputado Federal | 109.150 (48º) | 28.983 (3º)                                                | Eleito    |
| 2010 | Estadual de São Paulo | DEM, PPS, PSDB                                | PSDB    | Deputado Federal | 96.897 (67º)  | 38.505 (3º)                                                | Suplente  |
| 2012 | Municipal de Sorocaba | PSC, PR, PMN, PSB, PRP, PSDB, PPL, PSD, PTdoB | PSDB    | Prefeito         | —             | 116.526 (2º - primeiro turno) 162.829 (1º - segundo turno) | Eleito    |